# Metaphidippus gratus
Metaphidippus gratus là một loài nhện trong họ Salticidae.
Loài này thuộc chi Metaphidippus. Metaphidippus gratus được Elizabeth Bangs Bryant miêu tả năm 1948.